# Telak
Telak is een bestuurslaag in het regentschap Bangka Barat van de provincie Bangka-Belitung, Indonesië. Telak telt 1482 inwoners (volkstelling 2010).